# Hessea squamosa
Hessea squamosa — вид грибів, що належить до монотипового роду  Hessea.